# Edoniërs

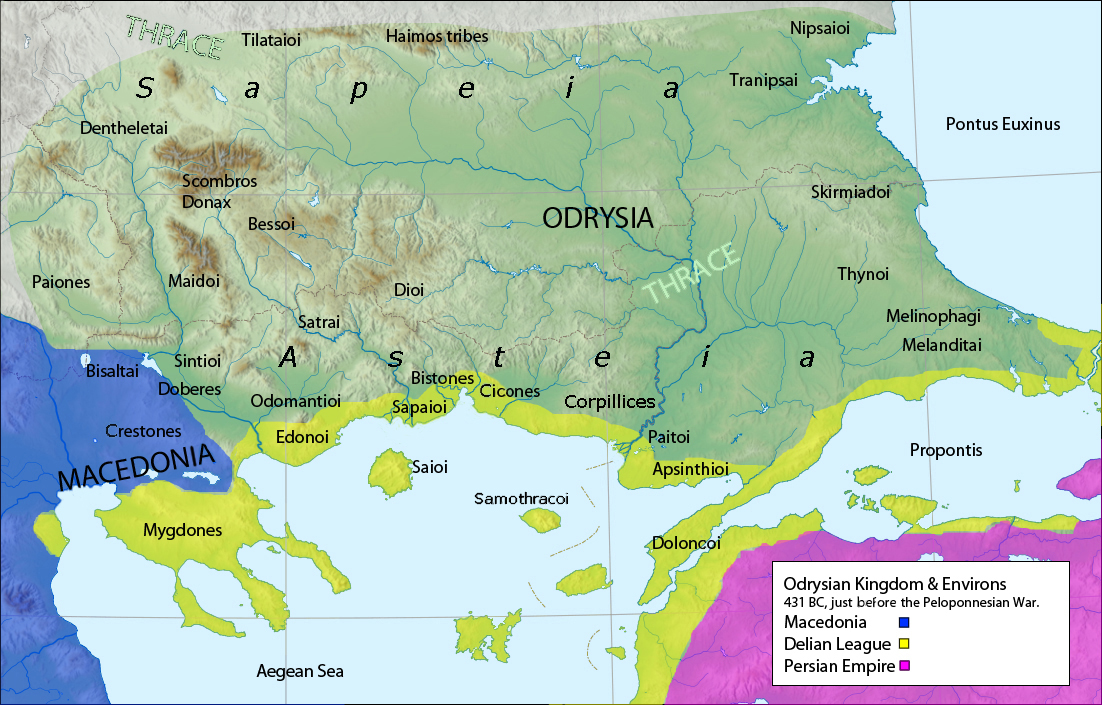
Geschatte locatie van de Edoniërs

De Edoniërs waren een Thracische stam die voornamelijk leefden tussen de rivieren Mesta en Strymon in het zuiden van Thracië. Ooit hebben ze ook geleefd ten westen van de Strymon tot ten minste aan de Vardar. Ze werden in het toenmalige Mygdonia verdreven door de Macedoniërs en vluchtten. Daarna vestigden ze zich in de regio Edonis. Twee van hun belangrijke steden waren Draviskos en Myrkinos.
Volgens mythologie was Edonus de voorouder van de Edoniërs. Lycurgus, zoon van Dryas, was de koning die de wijngod Dionysus in ballingschap dreef in de Cycladen. Lycurgus zou in een waanzin zijn zoon - ook Dryas genoemd - gedood hebben denkende dat laatstgenoemde een wijnrank was. Over Lycurgus' dood zijn enkele verhalen zoals gedood door zijn eigen volk of aangevallen door panters of gevierendeeld door paarden. Het conflict begon met Lycurgus' verzet tegen het drinken van wijn of de aanbidding van de nieuwe god. Een van de verhalen over zijn dood wordt afgebeeld in de dichroïsche Lycurgusbeker uit de vierde eeuw gemaakt van Romeins glas.